# Svømmeklubben Frem
Svømmeklubben Frem er idrætsklub i Odense stiftet 1920 med svømning, vandpolo og udspring på programmet.

## Svømning
Frem Odense tilbyder mange forskellige svømmeundervisnings hold i svømmehallerne i Odense på forskellige vanddybder og niveauer. Frem har også et forældre/barn svømmehold på lav vand og hold som træner i varmt vand bassiner.
Frems konkurrence svømmeafdeling var tidligere en del af Swim Team Odense 95 et startfællesskab for svømmeklubberne i Odense. Det bestod da af klubberne Svømmeklubben FREM, Odense Svømmeklub (OSK) og Odense Svømme- og Livrednings Forening (OSLF).
I 2010 oprettede Frem en selvstændig afdeling for konkurrence svømning. Frem tilbyder konkurrence svømning på talentniveau, årgang og  junior/senior .Konkurrence holdene deltager i alders relevante stævner, træningslejre og mesterskaber i Danmark og Europa.

## Vandpolo
Frem er den mest vindende vandpoloklub i Danmark. Klubbens herrer har siden 1986 vundet 28 danske mesterskaber og deltaget i de europæiske turneringer. I alt har klubben vundet 29 danske mesterskaber for seniorer i vandpolo.

## Kendte medlemmer
- Jytte Hansen nu Nielsen OL finalist 1948, 1952, OL deltager1956.[1][2][3][4] EM-sølv i 1954 i Torino i 200m bryst. Vandt en række danske og nordiske mesterskaber.
- Louise Ørnstedt sølvmedaljevinder ved VM i 2003 i 100 meter rygcrawl. OL finalist 2000 og 2004. Satte som aktiv en række danske og nordiske rekorder i rygcrawl.
- Rikke Møller Pedersen medaljevinder ved VM i 2009 og OL i 2016.
- Torben Harder landsholdspiller og 24 danmarksmesterskaber i vandpolo.
- Claus Trasbo landsholdspiller og 20 danmarksmesterskaber i vandpolo.
- Brian Olsen landsholdspiller og 20 danmarksmesterskaber i vandpolo.
- Michael Harder landsholdsspiller og 18 danmarksmesterskaber i vandpolo. Fortsat aktiv som kaptajn på klubbens bedste hold.
- Sigurd Weber